# Violación en cárceles

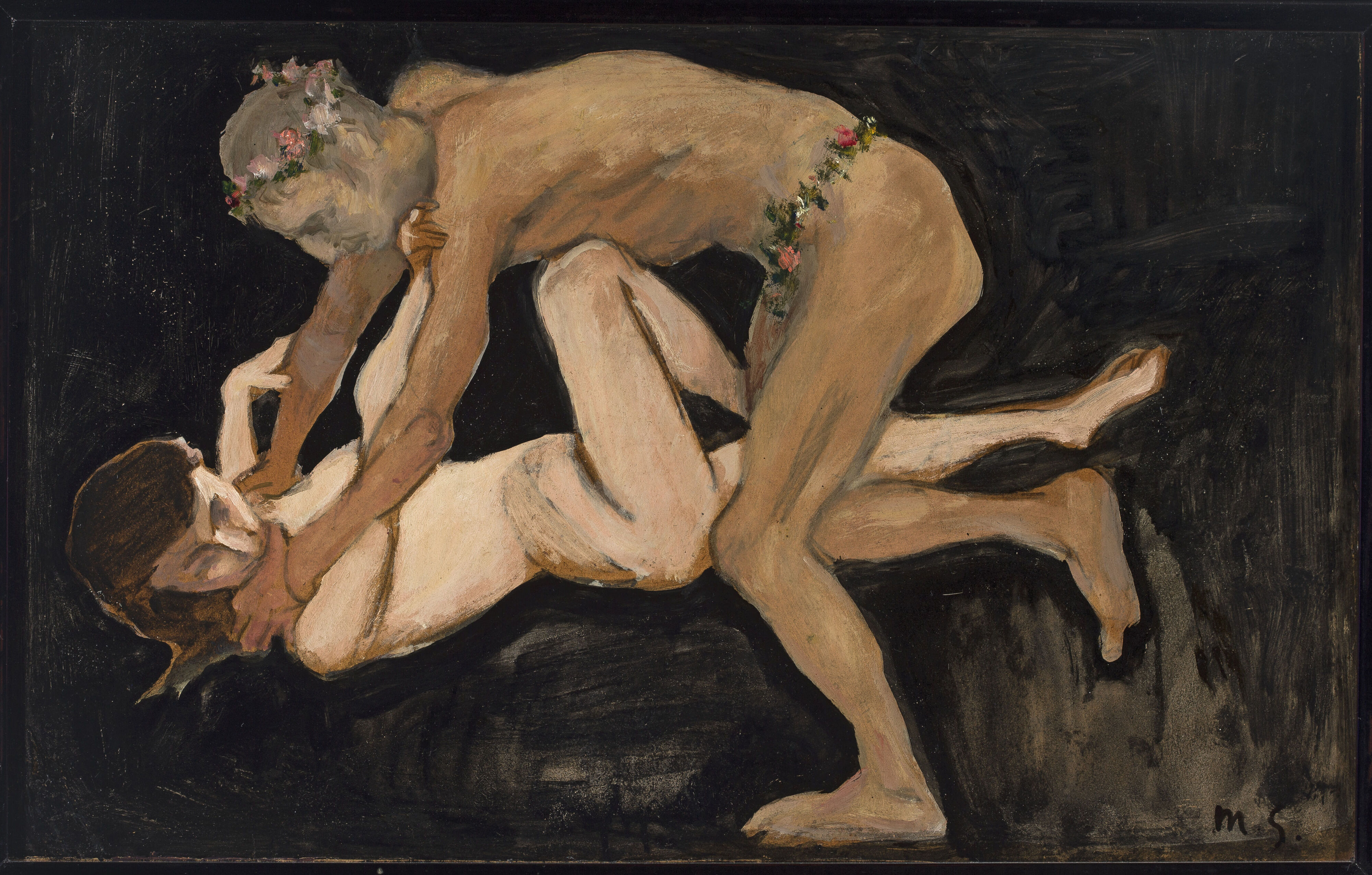
Representación pictórica de una vioIación.

Violación en cárceles es la violación que ocurre en las prisiones. Esta expresión se ha vuelto de uso común para referirse a la violación de internos por otros reclusos, menos común para referirse a la de reclusos por parte del personal de las cárceles y aún menos común para referirse a la violación del personal de las cárceles por parte de los reclusos. En algunos casos, cuando estos ataques sexuales son propinados a sentenciados por delitos de abuso sexual, son considerados como parte de los códigos y normas que manejan informalmente los presidiarios para el trato entre ellos, denominado de manera coloquial como la «Ley de la cárcel».

## Por país

### Chile
Se constata que entre 2010 y 2017, el Ministerio Público ha reportado 338 denuncias por delitos sexuales al interior de los penales en Chile, sin embargo el número podría ser considerablemente mayor. Afecta fundamentalmente a hombres por parte de otros hombres. El fiscal de Puente Alto y especialista en delitos sexuales, Michael Flores, ha señalado que "de 10 causas que se denuncian, deben haber 70 más que no. Las denuncias que hay hoy debe ser el 10 por ciento del total de delitos sexuales en las cárceles [de Chile]". Así mismo se señala que "de las 338 denuncias que el Ministerio Público ha recibido por casos de violación y abuso sexual dentro de las cárceles en los últimos siete años, más del 70 por ciento de ellas quedó archivada o se decidió no perseverar en el procedimiento, algunas inclusive ni siquiera iniciaron una investigación".

### Estados Unidos
La conciencia pública del fenómeno de violación en cárceles es de desarrollo relativamente reciente y las estimaciones de su prevalencia han variado ampliamente a través de las décadas. En 1974 Carl Weiss y David James Friar escribieron que un día 46 millones de hombres serían encarcelados, y de ese número, afirmaron, 10 millones serían violados.
Un informe del Departamento de Justicia de los Estados Unidos, "Victimización sexual en prisiones y cárceles denunciada por reclusos, afirma que "En 2011-2012, un estimado de 4.0% de los internos de prisiones estatales y federales y un 3.2% de reclusos de cárceles denunciaron haber experimentado uno o más incidentes de victimización sexual por parte de otro recluso o por parte del personal de la instalación, en los 12 meses anteriores o desde la admisión a la instalación, si era menor a 12 meses. Sin embargo, los defensores cuestionan la exactitud de las cifras, diciendo que aparecen menores los números en los informes que en la realidad, sobre todo entre los más jóvenes."
Una estimación de 1992 de la Agencia federal de prisiones conjeturó que entre un 9% y un 20% de los reclusos habían sido atacados sexualmente. Estudios de 1982 y 1996 concluyeron en que la tasa era de entre el 12% y el 14%. Un estudio de 1986 efectuado por Daniel Lockwood puso el número en alrededor del 23% para las prisiones de máxima seguridad de Nueva York. En contraste, la encuesta de Christine Saum de 1994 sobre 101 reclusos mostró que 5 habían sido agredidos sexualmente.
El Acta de eliminación de la violación en cárceles de 2003 fue la primera ley federal de los Estados Unidos pasada para específicamente tratar con las agresiones sexuales de prisioneros. El proyecto fue promulgado como ley el 4 de septiembre de 2004.